# Личинкоїд малий

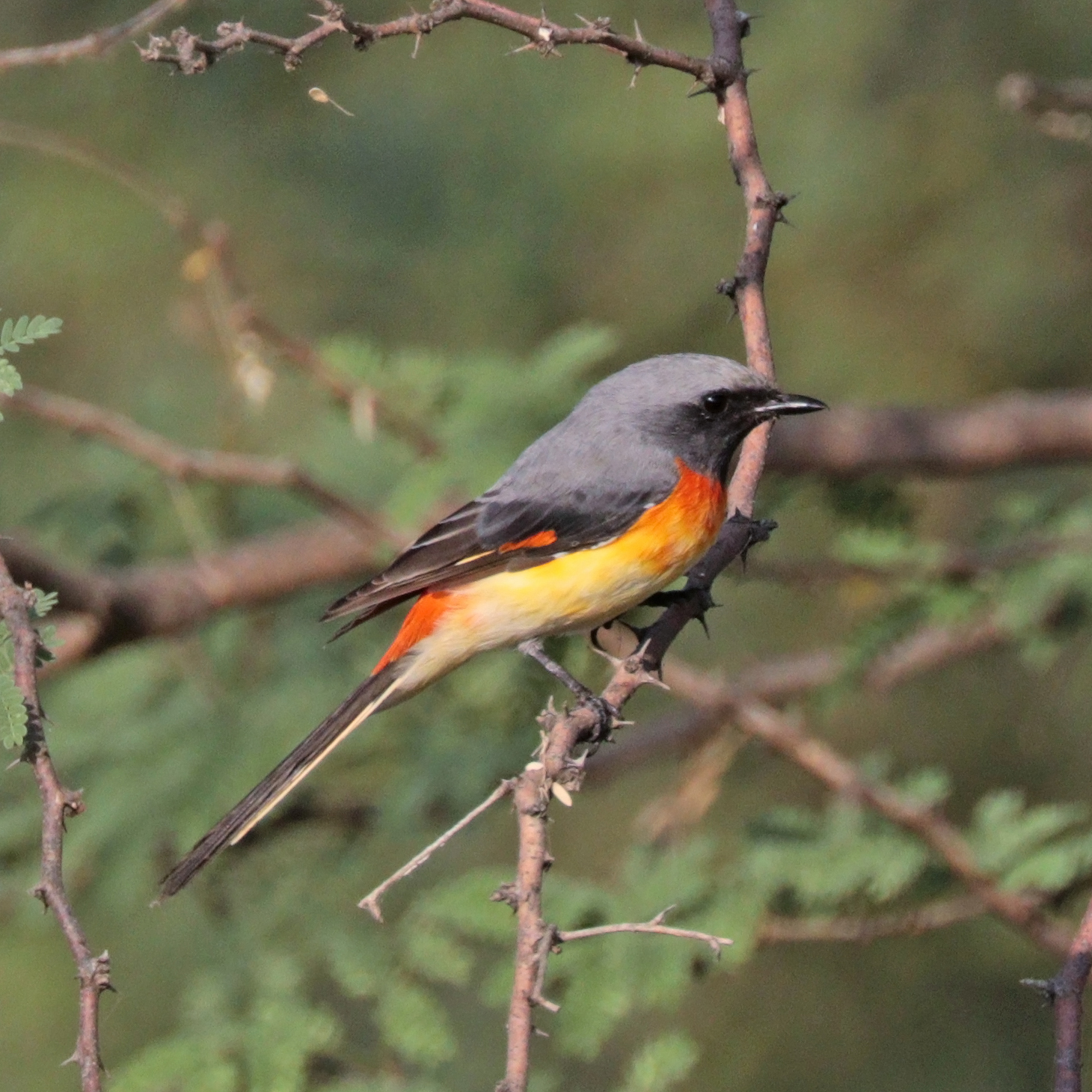
Самець малого личиноїда (підвид P. c. pallidus)

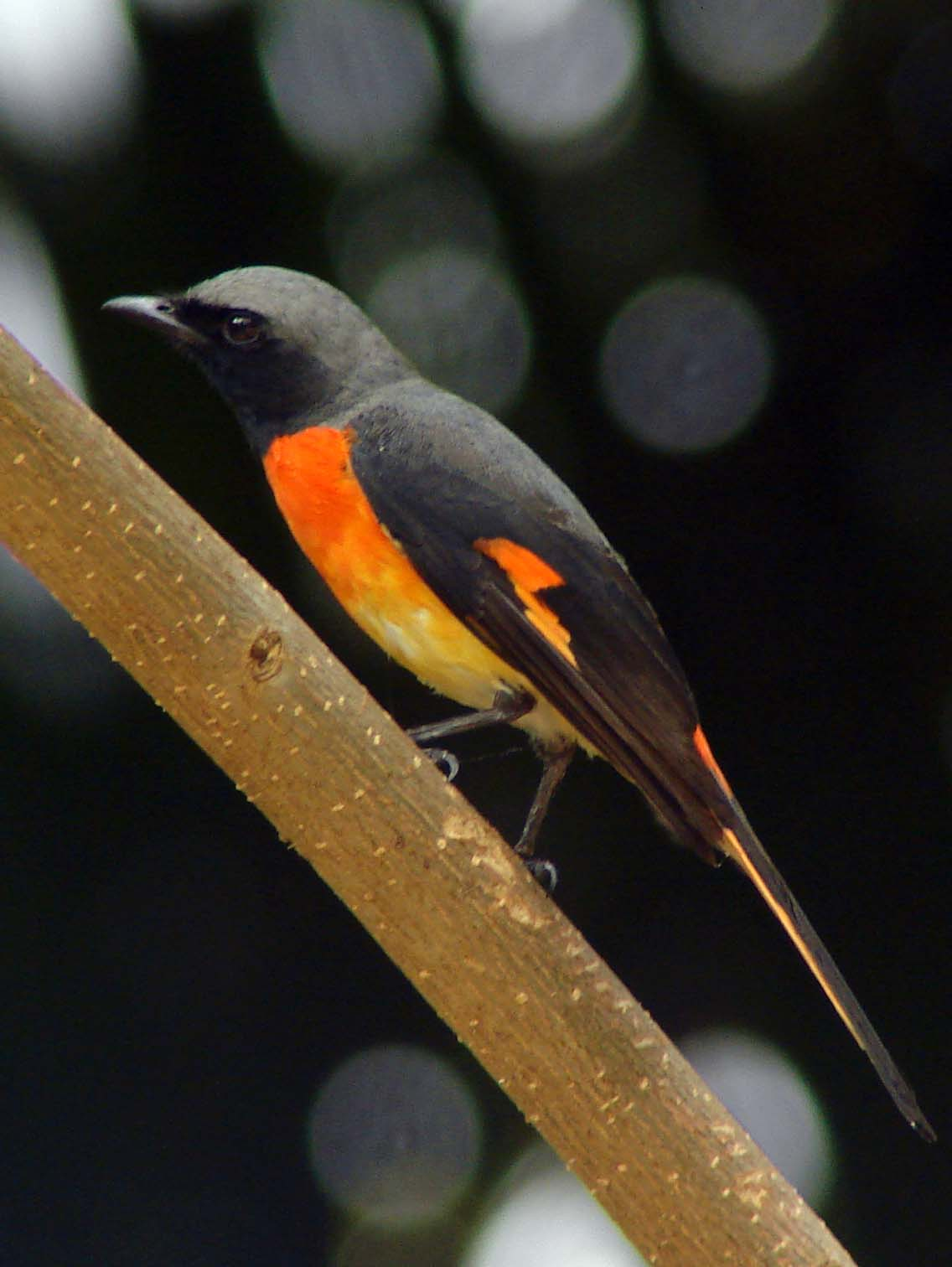
Самець малого личиноїда (підвид P. c. cinnamomeus)

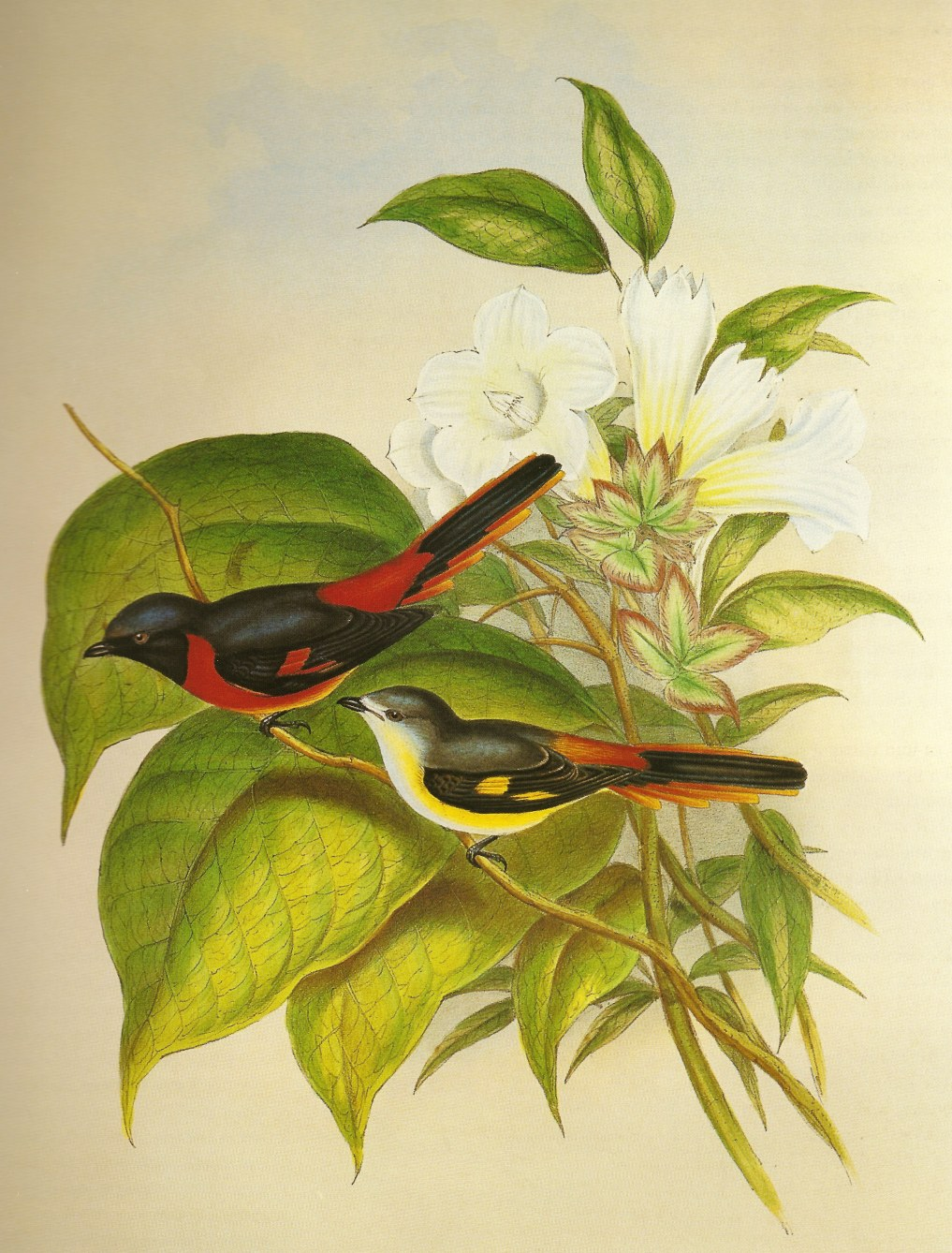
Пара малих личинкоїдів (підвид P. c. peregrinus)

Личинкоїд малий (Pericrocotus cinnamomeus) — вид горобцеподібних птахів родини личинкоїдових (Campephagidae). Мешкає в Південній і Південно-Східній Азії. Є сестринським видом по відношенню до червоного личинкоїда.

## Опис
Довжина птаха становить 14,5—16 см. У самців верхня частина тіла чорнувато-сіра, груди і боки оранжеві, живіт жовтуватий або світло-коричнюватий. На крилах і хвості оранжеві плями. Дзьоб міцний, чорний, крила відносно довгі. У самиць верхня частина тіла і голова сірі, горло білувате, нижня частина тіла жовтувата, світло-коричнювата або кремова, на боках, крилах і біля основи хвоста оранжеві плями. У самців підвиду P. c. pallidus верхня частина тіла сіра, нижня частина тіла білувата, за винятком горла і боків. У самців підвиду P. c. malabaricus верхня частина тіла чорна, нижня частина тіла яскрава, оранжева, у самиць цього підвиду нижня частина тіла яскраво-жовта. У самиць підвиду P. c. sacerdos нижня частина тіла також жовта.

## Підвиди
Виділяють вісім підвидів:
- P. c. pallidus Baker, ECS, 1920 — Пакистан і північно-західна Індія (долина річки Інд);
- P. c. peregrinus (Linnaeus, 1766) — північно-західні Гімалаї і північна Індія;
- P. c. malabaricus (Gmelin, JF, 1789) — Західні Гати (від Белгаума до Керали);
- P. c. cinnamomeus (Linnaeus, 1766) — центральна і південна Індія і Шрі-Ланка;
- P. c. vividus Baker, ECS, 1920 — від центральних Гімалаїв і східної Індії через центральну і південно-східну М'янму до Таїланду і перешийку Кра, на Андаманських островах;
- P. c. thai Deignan, 1947 — північно-східна М'янма, північний Таїланд і Лаос;
- P. c. sacerdos Riley, 1940 — Камбоджа і південний В'єтнам;
- P. c. saturatus Baker, ECS, 1920 — Ява і Балі.

## Поширення і екологія
Малі личинкоїди мешкають в Пакистані, Індії, Непалі, Бутані, Бангладеш, М'янмі, Таїланді, Лаосі, В'єтнамі, Камбоджі, Індонезії і на Шрі-Ланці. Вони живуть у вологих і сухих тропічних лісах і чагарникових заростях, на узліссях, в мангрових лісах, на полях і плантаціях, в парках і садах. Зустрічаються зграйками, на висоті до 1525 м над рівнем моря. Живляться комахами та їх личинками, яких ловлять в польоті або шукають серед рослинності. Сезон розмноження триває з березня по вересень. Гніздо невелике, чашоподібне, розміщується на дереві, в розвилці між гілками або в колючих чагарниках, на висоті до 12 м над землею. В кладці від 2 до 4 яєць зеленого або кремово-білого кольору, поцяткованих пурпуровими плямками.